# 1370

## أحداث
قام هنرى دى فيك بصنع الساعة المائية والزيتية

## مواليد
- جاك الثاني بوربون كوندوتييرو فرنسي
- كاثرين من المجر (1370-1378)
- لاورنس يانزون كوستر
- لورينزو موناكو رسام إيطالي
- يوحنا السابع باليولوج

## وفيات
- تاج الدين السبكي